# ALC-0315
ALC-0315 — химическое соединение, синтетический липид. Основной компонент липидной смеси в составе липидных наночастиц в вакцине против COVID-19 Тозинамеран, созданной в сотрудничестве Pfizer и BioNTech.
Представляет собой синтетический липид, катионный при физиологических pH. Образует вместе с другими липидами, такими как фосфолипиды, холестерин и синтетические амфифильные соединения, липидные наночастицы, которые могут быть нагружены нуклеиновыми кислотами, такими как мРНК.

## Свойства
Соединение ALC-0315, которое появляется при синтезе в виде бесцветного масла, представляет собой сильногидрофобную молекулу из-за двух длинноцепочечных структур сложного эфира карбоновой кислоты, которые агрегируют с другими липофильными молекулами в водной фазе с образованием наночастиц. Наночастицы можно стабилизировать путём добавления мембранных липидов, таких как нейтральный лецитин, дистеароилфосфатидилхолин, усиливающий мембрану холестерин и нейтральный синтетический амфифил ALC-0159. Как третичный амин ALC-0315 положительно заряжен при pH 7 в результате протонирования и способен на сильное электростатическое взаимодействие с рибонуклеиновой кислотой, имеющий отрицательный заряд в физиологических условиях. При константе диссоциации pKa 6,09 ALC-0315 близок к оптимальному диапазону 6,6-6,8 для иммуногенности после внутримышечной инъекции.
Две сложноэфирные связи молекулы обеспечивают хорошую биоразлагаемость ALC-0315, поскольку продукт первичного гидролиза этих сложноэфирных связей — 2-гексилдекановая кислота с разветвлённой карбоновой кислотой — также является легкобиоразлагаемой.

## Применение
ALC-0315 является основным компонентом липидов, образующих твёрдые липидные наночастицы, защищающие мРНК от ферментативной деградации нуклеазами в цитоплазме и действуют как транспортный переносчик РНК через клеточную мембрану внутрь клетки, где мРНК может проявлять свой эффект — передачу генетической информации для синтеза белка (трансляции).
Вторичный компонент липидных наночастиц ALC-0159, содержащий ПЭГ в качестве гидрофильной части молекулы, является поверхностно-активным веществом и ликализуется в наночастице на границе раздела фаз липид-вода и, таким образом, ингибирует агрегацию (слипание) и коалесценцию (слияние) наночастиц. Электростатическое притяжение между положительно заряженными липидными соединениями и отрицательно заряженными нуклеиновыми кислотами является движущей силой для «загрузки» частиц РНК. Из-за сильного взаимодействия между функциональными липидами, образующими наночастицы, и рибонуклеиновыми кислотами, вполне вероятно, что мРНК поглощается внутрь частиц и адсорбируется на положительно заряженной поверхности.
Параметром эффективности наночастиц в качестве переносчика РНК является так называемое отношение N/P, в данном конкретном случае — это молярное отношение положительно заряженного азота N липида к отрицательно заряженному фосфату P в РНК. Отношение N/P можно легко и точно определить и оно не зависит от размера РНК. Липидные частицы на основе ALC-0315 являются стабильными, эффективными и хорошо переносимыми лекарственными носителями для терапевтической мРНК.